# آناتولی کرتوف
آناتولی کرتوف (روسی: Анатолий Викторович Кретов؛ زادهٔ ۲۲ ژوئیهٔ ۱۹۷۶) بازیکن فوتبال اهل اوکراین است.